# Jonathan Velázquez
Jonathan Velázquez, vollständiger Name Jonathan Andrés Velázquez González, (* 18. Juni 1995 in Montevideo) ist ein uruguayischer Fußballspieler.

## Karriere
Mittelfeldakteur Velázquez steht seit der Saison 2016 im Profikader des Zweitligisten Canadian Soccer Club. Dort debütierte er am 10. September 2016 bei der 1:2-Auswärtsniederlage gegen den Club Atlético Rentistas in der Segunda División, als er von Trainer Matías Rosa in der 46. Spielminute für Federico Burguez eingewechselt wurde. In der Saison 2016 bestritt er zehn Zweitligaspiele ohne persönlichen Torerfolg.